# Ornithomimus
Ornithomimus — рід орнітомімідних тероподових динозаврів кампанського та маастрихтського періодів пізньої крейди в західній Північній Америці. Орнітомім був швидким двоногим динозавром, який, як свідчать викопні рештки, був покритий пір'ям і мав маленький беззубий дзьоб, що може вказувати на всеїдність.
Його зазвичай класифікують на два види: типовий вид, Ornithomimus velox, і згаданий вид, Ornithomimus edmontonicus. O. velox був названий у 1890 році Отніелем Чарльзом Маршем на основі стопи та часткової руки з Денверської формації Колорадо. Відтоді було названо ще сімнадцять видів, хоча майже всі вони були згодом віднесені до нових родів або показано, що не мають прямого відношення до Ornithomimus velox. Найкращий матеріал видів, які все ще вважаються частиною роду, було знайдено в Альберті, представляючи вид O. edmontonicus, відомий за кількома скелетами з формації Каньйон Підкови. Додаткові види та зразки з інших формацій іноді класифікуються як Ornithomimus, наприклад Ornithomimus samueli (по черзі класифікується в родах Dromiceiomimus або Struthiomimus) з більш ранньої формації Dinosaur Park.
Два види Ornithomimus, які сьогодні вважаються ймовірно дійсними, відрізняються розміром. У 2010 році Грегорі С. Пол оцінив довжину O. edmontonicus в 3,8 м і його вагу в 170 кілограмів.

## Галерея

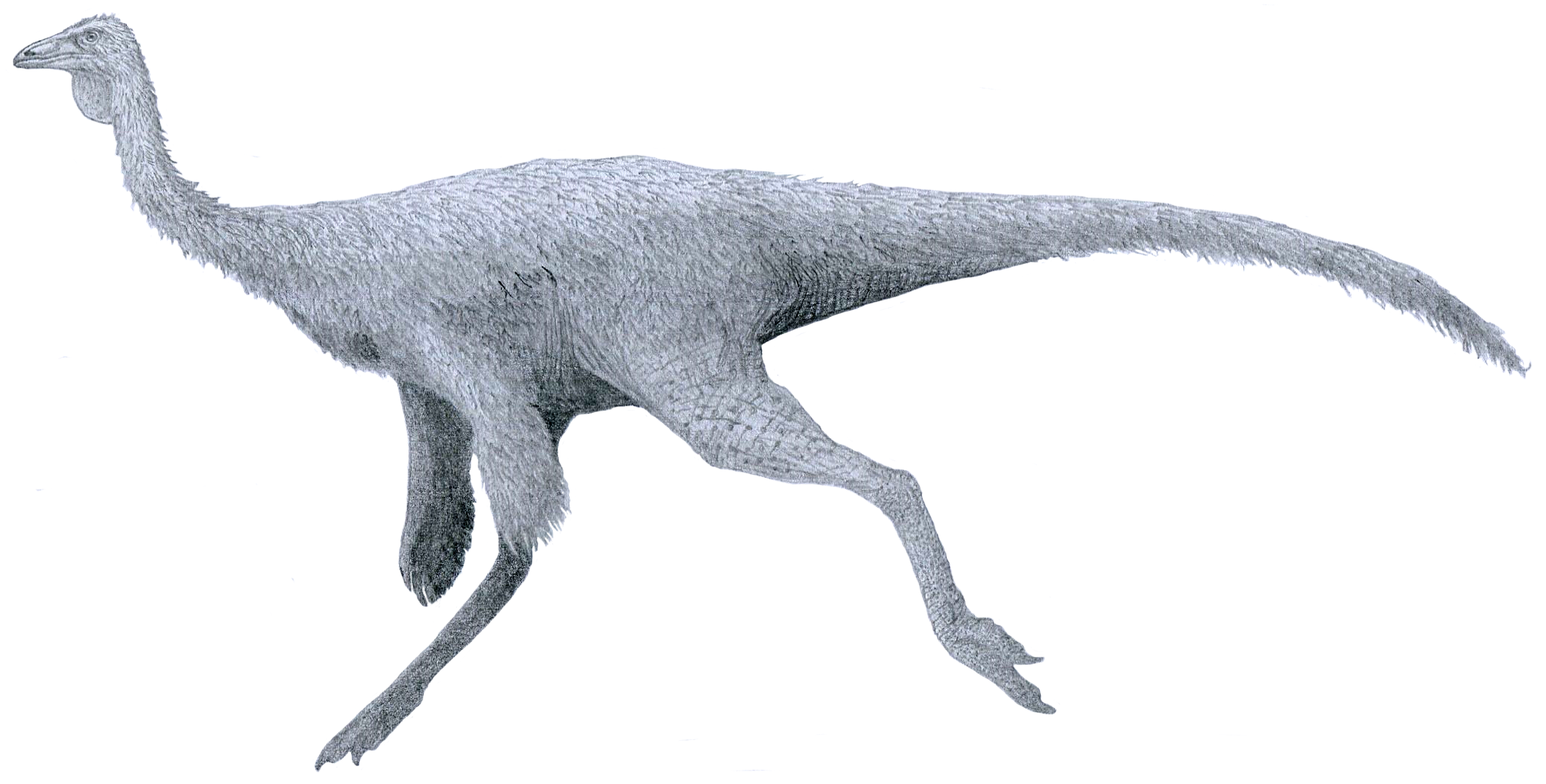
Художнє представлення
Розмір